# 1560
سنة 1560 كانت سنة كبيسة تبدأ يوم الإثنين (الرابط يظهر نموذج التقويم الكامل للسنة) من التقويم اليولياني.

## أحداث
- تأسيس مدينة موجي داس كروزيز وتقع حاليا في البرازيل.
- تأسيس مدينة فيينتيان وتقع حاليا في لاوس.
- تأسيس مدينة غوارولوس وتقع حاليا في البرازيل.
- 15 نوفمبر: تأسيس مدينة تينا وتقع حاليا في الإكوادور.

## مواليد
- جاسبار بوهين
- جاكوب أرمينيوس
- محمد بن أبي بكر الدلائي، شيخ الزاوية الدلائية.

## وفيات
- غوستاف الأول